# عدلان قدیوره
عدلان قدیوره (زاده ۱۲ نوامبر ۱۹۸۵) بازیکن فوتبال اهل الجزایر است.